# 오모시로야마코겐역
오모시로야마코겐역(일본어: 面白山高原駅)은 일본 야마가타현 야마가타시에 위치한 동일본 여객철도 센잔 선의 철도역이다. 단선 승강장 1면 1선의 구조를 갖춘 지상역이다.

## 이용 현황
| 승차 인원 추이 | 승차 인원 추이 |
| 연도           | 1일 평균       |
| -------------- | -------------- |
| 2000           | 79             |
| 2001           | 76             |
| 2002           | 58             |
| 2003           | 58             |
| 2004           | 56             |

## 역 주변
- 오모시로야마코겐 국정공원
- 모미지가와 계곡

## 역사
- 1937년 11월 10일 : 오모시로야마 가승강장으로서 개업.
- 1987년 4월 1일 : 일본국유철도 분할 민영화에 의해, 동일본 여객철도가 승계.
- 1988년 3월 13일 : 임시역으로부터 상설역이 되어, 오모시로야마코겐역으로 개칭.
- 2004년 3월 13일 : 쾌속 모두 정차.
- 2012년 3월 17일 : 일부 제외한 쾌속 통과.
- 2015년 3월 14일 : 이용객 감소로 인해 쾌속 열차 전부 통과, 보통열차만 전부 정차.

## 인접 역
| 센잔 선                | 센잔 선   | 센잔 선                             |
| ---------------------- | --------- | ----------------------------------- |
| 오쿠닛카와 센다이 방면 | ■ 센잔 선 | 야마데라 우젠치토세 · 야마가타 방면 |